# Say It Live and Loud: Live in Dallas 08.26.68
Say It Live and Loud: Live in Dallas 08.26.68 é um álbum ao vivo do músico James Brown lançado em 1998. Gravado no Dallas Memorial Auditorium logo após "Say It Loud – I'm Black and I'm Proud" ter sido lançado nas rádios, inclui a única gravação ao vivo da canção, com a plateia na arena gritando e respondendo ao refrão da música. O crítico da Village Voice, Robert Christgau considera a segunda melhor gravação ao vivo do período "crucial" de Brown 1967–71, atrás do álbum de 1970 Sex Machine.

## Faixas
1. Show Introduction – 0:37
2. "If I Ruled the World" (Leslie Bricusse, Cyril Ornadel) – 3:45
3. James Brown Thanks – 0:49
4. "Say It Loud (I'm Black and I'm Proud)" (Introduction) – 1:33
5. "Say It Loud (I'm Black and I'm Proud)" (James Brown, Pee Wee Ellis) – 3:08
6. "I Guess I'll Have to Cry, Cry, Cry" (James Brown) – 4:19
7. "Kansas City" (Jerry Leiber, Mike Stoller) – 4:13
8. "Suds" (Nat Kendrick) – 5:16
9. "Soul Pride" (James Brown, Pee Wee Ellis) – 3:01
10. "Tighten Up" (Archie Bell, Billy Buttier) – 7:11
11. Introduction to Star Time! – 0:42
12. "Licking Stick – Licking Stick" (James Brown, Bobby Byrd, Pee Wee Ellis) – 4:13
13. "Cold Sweat" (James Brown, Pee Wee Ellis) – 12:51
14. "There Was a Time" (James Brown, Bud Hobgood) – 4:57
15. Medley: "Try Me"/"Lost Someone"/"Bewildered" (James Brown, Bobby Byrd, Teddy Powell,  Lloyd Stallworth, Leonard Whitcup) – 6:14
16. "Papa's Got a Brand New Bag" (James Brown) – 0:30
17. "I Got the Feelin'" (James Brown) – 2:43
18. "Maybe the Last Time" (James Brown) – 1:13
19. "I Got You (I Feel Good)" (James Brown) – 0:27
20. "Please, Please, Please" (James Brown, Johnny Terry) – 2:15
21. "I Can't Stand Myself (When You Touch Me)" (James Brown) – 3:09
22. "Cold Sweat" (Reprise) (James Brown, Pee Wee Ellis) – 0:46
23. "I Got the Feelin'" (Reprise) (James Brown) – 0:27
24. "Say It Loud (I'm Black and I'm Proud)" (Reprise) (James Brown, Pee Wee Ellis) – 1:51

## Crédito
- James Brown – vocais
- Richard "Kush" Griffith – trompete
- Waymon Reed – trompete
- Levi Rasbury – trombone de válvula
- Fred Wesley – trombone
- Maceo Parker – sax tenor, MC
- Alfred "Pee Wee" Ellis – bandleader, sax alto, orgão
- St. Clair Pinckney – sax tenor e barítono, dueto em "Licking Stick-Licking Stick"
- Jimmy Nolen – guitarra
- Alphonso "Country" Kellum – baixo
- Sweet Charles Sherrell – baixo em "I Can't Stand Myself"
- Clyde Stubblefield – bateria
- Nate Jones – bateria
- Richard Jones – violino
- Marilyn Jones – violino
- Sylvia Medford – violino